# Rafael Grach
Rafael Grach (n. 6 august 1932, Murygino⁠(d), Yuryansky District⁠(d), RSFS Rusă, URSS – d. 14 iunie 1982, Moscova, RSFS Rusă, URSS) a fost un patinator de viteză ce a reprezentat Uniunea Republicilor Sovietice Socialiste, medaliat olimpic. A participat la 3 ediții ale Jocurilor Olimpice (1956, 1960, 1964) în care a câștigat o medalie de argint și o medalie de bronz.